# João Lourenço
João Lourenço (Silves, Algarve, 25 de febrer de 1917 - setembre de 1998) va ser un ciclista portuguès que va córrer entre 1939 i 1950. En el seu palmarès destaca una victòria d'etapa a la Volta a Espanya de 1946, dues etapes a la Volta a Catalunya i 21 etapes a la Volta a Portugal.

## Palmarès
- 1939
  - 1r al Circuit dels Campions
- 1940
  - Vencedor de 6 etapes a la Volta a Portugal
- 1941
  - Vencedor de 10 etapes a la Volta a Portugal
- 1942
  -  Campió de Portugal en ruta
  -  Campió de Portugal de velocitat
  - 1r a la Volta a Mallorca
  - Vencedor d'una etapa a la Volta a Catalunya
- 1943
  -  Campió de Portugal de velocitat 1944
  -  Campió de Portugal de velocitat
  - Vencedor d'una etapa a la Volta a Catalunya
- 1946
  - Vencedor de 2 etapes a la Volta a Portugal
  - Vencedor d'una d'etapa a la Volta a Espanya
- 1947
  - Vencedor de 3 etapes a la Volta a Portugal
- 1948
  - 1r al Circuit dels Campions

### Resultats a la Volta a Espanya
- 1945. Abandona (6a etapa)[3]
- 1946. 29è de la classificació. Vencedor d'una etapa